# Khổng Tú Quỳnh
Khổng Tú Quỳnh  (nacida el 22 de noviembre de 1991 en Ho Chi Minh) es una cantante vietnamita. Se hizo conocer como cantante, obteniendo éxito en el género pop tras interpretar sus temas musicales como "Strawberry Cake Shop" y "Cold". Ella tiene un contrato firmado con el sello discográfico de 'Newgen Entertainment'.
También es modelo de publicidad de revistas para adolescentes y de televisión, también debutó como actriz en varias películas. Su estilo musical atrajo a muchos jóvenes y lanzó su primer álbum debut titulado 'Dau Tay’s Story', el 9 de agosto de 2009.

## Discografía
1. Strawberry's Story (2009)
2. Try To Up (2009)
3. Single No Boundaries (2010)
4. Single Hurry (2010)
5. Khong Tu Quynh Remix (2012)
6. Forever With You (2012)
7. Single Article Will Go (2012)
8. Single Love You (2012)
9. Single Feeling Of Love (2013)

## Película
1. Teen Princess and Tigers(2010)
2. The color of love (2010)
3. The Prophet 99 (2011)

## Premios
* Second prize drama of the City
* Hot V teen  of VTM magazine in 2006.
* The most impressive face generation the Web "8X Generation".
* Model of Muc Tim Magazine
* Music video of the year of Zing Music Awards 2010